# Te Putaaraukai (fleuve)
Le fleuveTe Putaaraukai  (en anglais : Putaaraukai River) est un cours d’eau de la région du  Northland situé dans l’Île du Nord de la Nouvelle-Zélande.

## Géographie
Il s’écoule vers le nord pour atteindre le mouillage de  Rangaunu Harbour (en) au nord-est de l’embouchure du fleuve Awanui.